# 米卡·莱蒂宁
米卡·莱蒂宁（芬蘭語：Mika Laitinen，1973年4月5日—），芬兰男子跳台滑雪运动员。他曾代表芬兰参加1992年和1998年冬季奥林匹克运动会跳台滑雪比赛，其中在1992年奥运会获得一枚金牌。